# Bouskene
Bouskene (în arabă بوسكن) este o comună din provincia Médéa, Algeria.
Populația comunei este de 11.855 de locuitori (2008).